# Distrito de Canchaque
El distrito de Canchaque es uno de los ocho que conforman la provincia de Huancabamba ubicada en el departamento de Piura en el norte del Perú.  Limita por el norte con el distrito de Lalaquiz y el distrito de Huancabamba; por el este con el distrito de Sondorillo; por el sur con el distrito de San Miguel de El Faique; y, por el oeste con la provincia de Ayabaca.
Desde el punto de vista de la jerarquía de la Iglesia católica, forma parte de la diócesis de Chulucanas.

## Historia
El distrito fue creado mediante Ley s/n del 5 de septiembre de 1904, en el gobierno del Presidente Serapio Calderón
Desde hace más de cuatro mil años hay presencia humana en los diferentes valles piuranos, aunque será la cultura Vicús (del 500 a. C. al 500 d. C.) la manifestación más importante y definitoria de Piura. De esta cultura provienen las técnicas alfareras y de orfebrería que se siguen aplicando en muchos lugares del departamento. Lo españoles llegarán en 1532, fundando en Tangarará la primera urbe española del Perú, y poco después, en el año 1536, levantarán la que es la iglesia más antigua del Pacífico Sur, el templo de San Lucas de Colán.
Canchaque, cuyos primeros habitantes fueron los Michkas-Mishkas y de los que no quedan vestigios como consecuencia de las guerras intertribales, se funda como distrito en 1904, aunque la ocupación humana en torno a la quebrada La Esperanza comienza a mediados del siglo XIX.
Lo destacable de las partes altas piuranas, como Huancabamba, es que los restos arqueológicos encontrados y los sistemas de enterramiento utilizados demuestran el origen amazónico de la llamada cultura Huancapampa. Los Incas llegarán a estos lugares hacia el año 1480, eliminando los cultos locales, sobre todo en torno al Jaguar, imponiendo el culto al dios Sol. La adoración al felino puede contemplarse en el Templo de los Jaguares ubicado a la altura del caserío Mitupampa, una hora antes de llegar a Huancabamba. En este lugar, los Incas taparon el sitio arqueológico con arcilla en su afán de anulación de todos los ritos que no estuviesen dirigidos al Sol. Posteriormente, los Incas fundarán importantes centros incaicos que tuvieron gran influencia posterior, el más significativo de ellos Huancabamba.

## Geografía
El distrito ocupa un área de 306,41 km². Su población según el último censo del 2017 es de 7757 habitantes, con una densidad poblacional de 33.23 hab/km².
La capital del distrito es la ciudad de Canchaque, situada a una altitud de 1198 m s. n. m.]]. La ciudad está situada entre el Cerro Mishahuaca y el Cerro Campanas; en medio de la Quebrada Limón y Carrizal.
La población del distrito se dedica mayoritariamente a la agricultura. El distrito está compuesto por tres pueblos, 56 caseríos y tres anexos. Entre los cultivos principales hay que destacar el café, cacao, el naranjo y el mango.
Sus principales poblaciones, además de la capital, son:
- Los Ranchos
- Palambla
- Coyona
- Los Potreros
- San Francisco
- Santa Rosa

Dentro de sus localidades y caseríos se encuentran Chamelico, Flor de Café, Huajambe Alto, Huajambe Bajo, Las Vegas, Monte Grande y Palo Blanco.
Entre los platos típicos de la gastronomía del distrito destacan la sopa de arverjas y los chicharrones con mote.

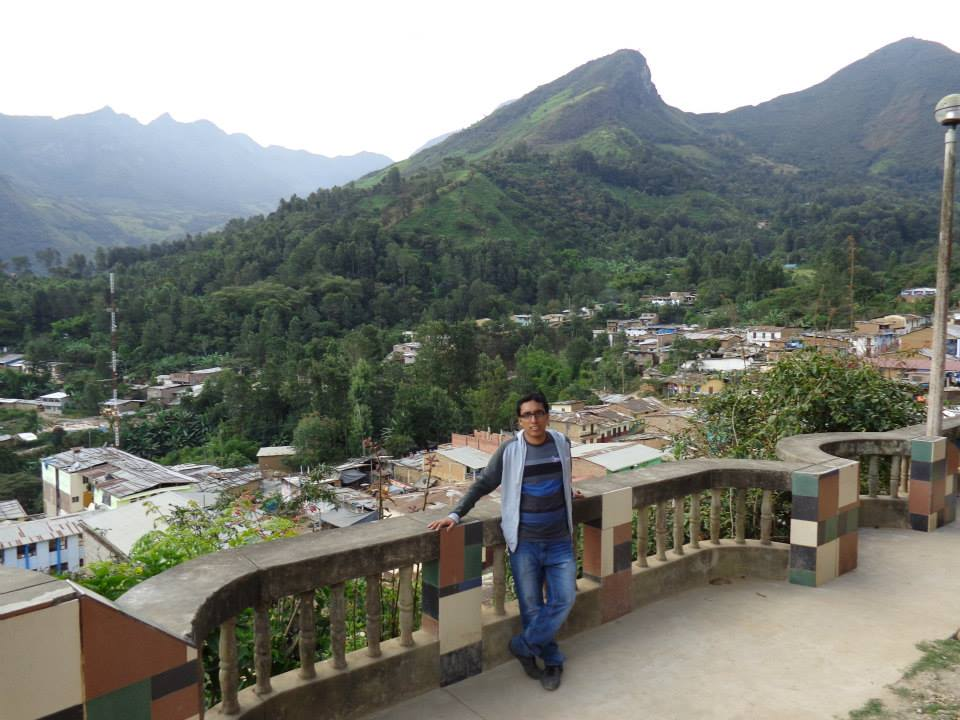
Vista de Canchaque desde mirador local.

## Atractivos turísticos
Constituido por quebradas, cataratas, bosques, colinas, actividades artesanales, folclor y gastronomía.

### Los Peroles de Mishahuaca
Uno de los lugares turísticos más representativos y cercanos a la localidad de Canchaque, está constituido por grandes hoyos que se han originado en el lecho de piedra como producto de la erosión.

## Autoridades

### Municipales
- 2023 - 2026[2]
  - Alcalde: Jilmer García Ramos, de Contigo Región.
  - Regidores:

  1. Sr. Juan Edgardo Córdova Delgado(Contigo Región)
  2. Sra. Zonia Elva Neyra Bautista (xxxx)
  3. Sr. Víctor Labán Huamán (xxxxx)
  4. Sra. Amedaly Huamán Huamán(xxxxxxxxx)
  5. Sr. Armando Labán Tocto(xxxxxxxxx)

Alcaldes anteriores
- 2015 - 2018: Fidel Antonio Ramírez Vidarte, del Movimiento de Afirmación Social - Acción (MAS).
- 2011-2014:[3] Joel Jiménez Choquehuanca, del Movimiento Frente Amplio Campesino Urbano (FACU).
- 2007-2010: Fidel Antonio Ramírez Vidarte.

### Policiales
- Sheriff Gherson

## Festividades
- Junio: San Juan Bautista, Fiesta Patronal.
- Julio: Virgen del Carmen.
- Septiembre: Santísima Cruz Los Ranchos, aniversario del distrito.
- Noviembre: Virgen de Agua Santa.
- diciembre: Navidad